# Mimudea scorialis
Mimudea scorialis là một loài bướm đêm trong họ Crambidae.